# Joe Mendoza
Joseph Henry Mendoza (* 29. Januar 1921 in London; † 11. September 2010 in Tintagel) war ein britischer Dokumentarfilmer, der unter anderem bei der Oscarverleihung 1966 für den Oscar für den besten Dokumentar-Kurzfilm, den British Academy Film Awards 1975 für den besten Kurzfilm sowie den British Academy Film Awards 1977 für den besten spezialisierten Film nominiert war.

## Leben
Joe Mendoza begann seine Laufbahn in der Filmwirtschaft als Drehbuchautor und verfasste als 19-Jähriger das Drehbuch für den Dokumentarkurzfilm Welfare of the Workers, in dem es um die Rechte von Arbeitern zu Beginn des Zweiten Weltkrieges ging. In dem unter der Regie von Humphrey Jennings 1942 entstandenen Dokumentarfilm Listen to Britain über das Leben der britischen Zivilbevölkerung im Zweiten Weltkrieg wirkte er ebenso als Regieassistent mit wie bei dem unter J. B. Holmes 1943 gedrehten Dokumentarfilm Coastal Command über das Küstenkommando der Royal Air Force (RAF). Anfang der 1950er Jahre begann er zudem auch als Regisseur von Dokumentarkurzfilmen zu arbeiten. 1950 erschien No Man’s Friend mit Gabrielle Blunt in der Rolle der „Ivy“. Für die Kinderfilm The Secret Cave (1953) von John Durst mit David Coote, Nick Edmett und Susan Ford verfasste er das Drehbuch nach einer Vorlage von Thomas Hardy, aber auch die Texte zur Filmmusik. Unter seiner Regie und nach seinem Drehbuch entstand 1957 mit John Rogers, Roberta Paterson und Peter Godsell der Kinderfilm Five Clues to Fortune, in dem drei Kinder aufgrund von fünf versteckten Hinweisen einen Schatz im Zisterzienserkloster Woburn Abbey finden.
1965 entstand mit Förderung des Irish Film Institute unter der Regie von Patrick Carey der 18-minütige Dokumentarkurzfilm Die Heimat des Dichters Yeats (Yeats Country) mit Tom St. John Barry, Alan Dell und Niall Tóibín als Erzähler über den irischen Dichter William Butler Yeats. Hierfür waren Carey und Mendoza bei der Oscarverleihung 1966 für den Oscar für den besten Dokumentar-Kurzfilm nominiert. Darüber hinaus gewann Patrick Carey bei den Internationalen Filmfestspielen Berlin 1965 den Goldenen Bären in der Kategorie Bester Kurzfilm. In den folgenden Jahren arbeitete er als Regisseur, Drehbuchautor und Produzent an weiteren Dokumentarkurzfilmen mit wie 5 Steps Towards a Commission in the Royal Navy (1967) oder The Competitors (1969), in dem es um russische Wunderkinder ging, die als aufstrebende Solisten einen intensiven Wettbewerb, anstrengende Übungsstunden und professionelle Rückschläge erleben, doch als Pianisten ihrer Kunst treu geblieben sind.
Für The Quiet Land war Joe Mendoza bei den British Academy Film Awards 1975 für den besten Kurzfilm nominiert. Für For the Want of a Nail (1976) erhielt er schließlich bei den British Academy Film Awards 1977 eine Nominierung für den besten spezialisierten Film.
Neben seiner Filmarbeit war Mendoza auch Librettist der ersten Oper von Malcolm Arnold, The Dancing Master (1952).

## Auszeichnungen
Oscar
- 1966: Nominierung in der Kategorie Oscar für den besten Dokumentar-Kurzfilm für Die Heimat des Dichters Yeats

BAFTA Awards
- 1975: Nominierung in der Kategorie bester Kurzfilm für The Quiet Land
- 1977: Nominierung in der Kategorie bester spezialisierten Film für For the Want of a Nail

## Filmografie (Auswahl)
- 1953: A Ship Comes to Antwerp
- 1957: Five Clues to Fortune
- 1965: Die Heimat des Dichters Yeats (Yeats Country)
- 1967: 5 Steps Towards a Commission in the Royal Navy
- 1970: People Helping People
- 1974: The Quiet Land
- 1976: For the Want of a Nail